# Sheshan (colline)
Pour l’article homonyme, voir Sheshan.
Sheshan (chinois : 佘山 ; pinyin : Shéshān), anciennement connue sous le nom de Zose, est une paire de collines du district de Songjiang, dans l'ouest de Shanghai, en Chine. On distingue les deux collines en appelant l'une Sheshan Est (东佘山) et l'autre Sheshan Ouest (西佘山) — bien que la colline occidentale, la plus importante, soit simplement appelée Sheshan.
Sheshan Est a une altitude de 100,8 m et Sheshan Ouest a une altitude de 118 m. Une petite vallée les sépare et un parc forestier les entoure.

## Basilique
Sheshan est surmontée de l'église catholique Notre-Dame de Chine, la basilique de Sheshan, qui fut construite entre 1925 et 1935. Une première église y avait été construite en 1863 pendant la révolte des Taiping par des missionnaires européens. Les offices y sont tenus en latin. La route qui mène au sommet de la colline sert de chemin de croix[réf. nécessaire]. En mai, des centaines de pèlerins affluent vers la chapelle en l'empruntant. 

## Observatoire
La colline abrite également un observatoire fondé par les jésuites, l'Observatoire de Sheshan (en). En plus d'un équipement scientifique moderne, il détient une réplique d'un sismographe de la dynastie Han composé d'un pot avec des têtes de dragons montées à l'extérieur et d'un pendule à l'intérieur. Chaque dragon tient une boule d'acier dans sa bouche. Lorsqu'un tremblement de terre se produisait, le pendule se balançait, frappait un dragon, provoquant l'ouverture de sa bouche et la chute d'une balle indiquant ainsi la direction du tremblement de terre.

## Transport
Sheshan est à proximité de la station de métro Sheshan sur la ligne 9 du métro de Shanghai. 